# Lipice
Lipice (německy Lipitz) je vesnice, část okresního města Pelhřimov. Nachází se asi 5,5 km na severozápad od Pelhřimova. V roce 2009 zde bylo evidováno 62 adres. V roce 2001 zde trvale žilo 56 obyvatel. V údolí východně od osady protéká říčka Hejlovka.
Lipice je také název katastrálního území o rozloze 3,94 km².

## Památky a zajímavosti
Ve vsi se nacházejí dvě kulturní památky České republiky:
- Kaple se zvoničkou
- Pamětní kámen